# Charlotte Deborsu

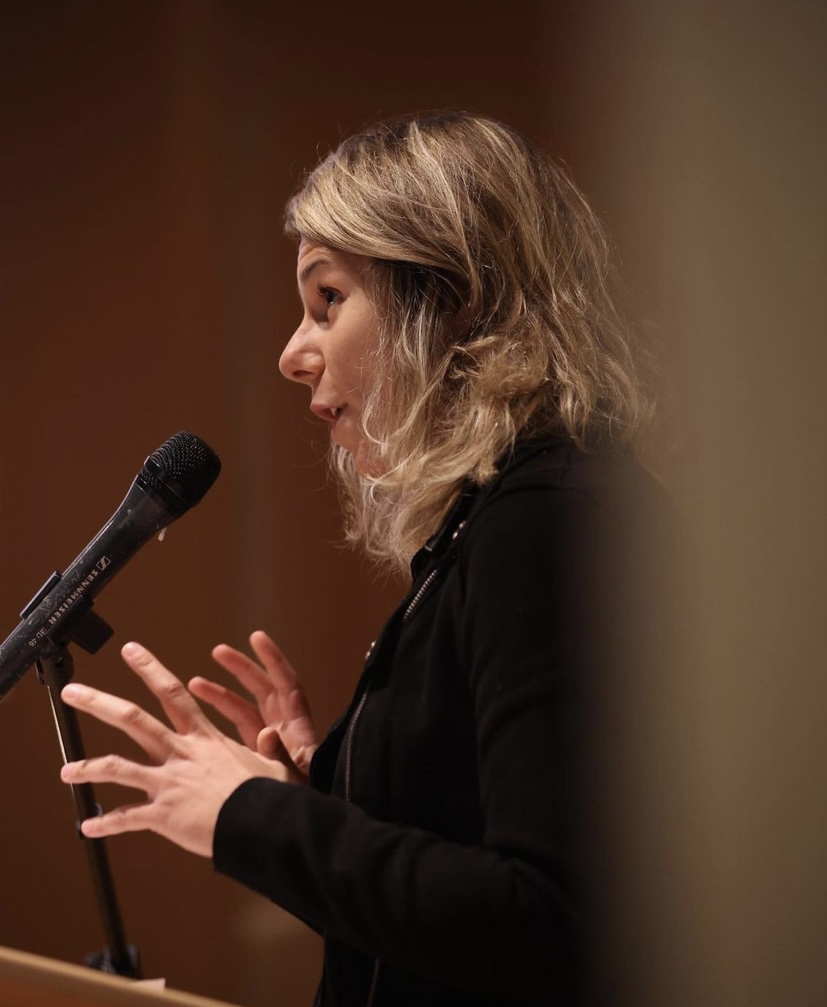
Charlotte Deborsu (2022)

Charlotte Deborsu (Namen, 17 juni 1997) is een Belgisch politica voor de liberale partij MR.

## Biografie
Charlotte Deborsu is een dochter van Frédéric Deborsu, journalist voor de RTBF, en een nicht van Christophe Deborsu, journalist voor de RTBF en RTL. In 2018 behaalde ze een bachelor in de informatie en de communicatie, optie politieke wetenschappen aan de UCL en in 2020 behaalde ze een master in de politieke wetenschappen aan dezelfde universiteit.
Op 21-jarige leeftijd stelde ze zich voor het eerst kandidaat bij de gemeenteraadsverkiezingen in Namen. Ze werd in oktober 2018 verkozen in de gemeenteraad en is sinds december 2018 schepen van Namen, bevoegd voor burgerlijke stand, bevolking, leefomgeving, openbare netheid, afvalpreventie en -recyclage en dierenwelzijn. Als schepen lanceerde Deborsu in 2021 in samenwerking met Fost Plus een initiatief met slimme vuilnisbakken, dat burgers in staat stelde om hun afval te scannen met een applicatie en in ruil punten te verdienen die inwisselbaar waren voor beloningen. Het project kende echter geen groot succes omdat weinig mensen gebruik maakten van die vuilnisbakken of op de hoogte waren van die applicatie.
Bij de federale verkiezingen van 9 juni 2024 kreeg Deborsu de tweede plaats op de MR-lijst in de kieskring Namen en werd ze met 14.785 voorkeurstemmen verkozen in de Kamer van volksvertegenwoordigers. Deborsu was daarmee de jongste Franstalige verkozene in dit parlement. 